# Saverton Township
Saverton Township est un ancien township, situé dans le comté de Ralls, dans le Missouri, aux États-Unis,.
Le township est baptisé en référence à la communauté de Saverton (en).

### Source de la traduction
- (en) Cet article est partiellement ou en totalité issu de l’article de Wikipédia en anglais intitulé « Saverton Township, Ralls County, Missouri » (voir la liste des auteurs).